# The Unknown Country (libro)
The Utry. Canada and her People, di Bruce Hutchison è un'opera saggistica canadese, pubblicata per la prima volta nel 1942. Commissionato per aiutare gli statunitensi a comprendere il loro vicino settentrionale durante la Seconda Guerra Mondiale, il libro, ancorché ormai datato, rimane un ritratto vivido, perspicace e talvolta critico del Canada in un momento formativo della sua storia.
Hutchison, giornalista esperto e uno dei più importanti scrittori politici canadesi, per completare il suo lavoro viaggiò da una costa all'altra, tratteggiando osservazioni sul carattere, le sfide e gli abitanti di ogni provincia canadese. Esplorò le lotte delle province atlantiche contro lo spopolamento e le difficoltà economiche, la vivacità cosmopolita di Montreal e del Québec, l'insularità e la crescente importanza di Toronto e le dure realtà affrontate dai contadini delle praterie durante la Depressione.
La sua scrittura è ricca di contesto storico, e sottolinea come l'identità canadese sia sempre stata in movimento, divisa tra le tradizioni politiche britanniche, i diritti legali e culturali francesi e l'incombente influenza degli Stati Uniti.
Lo stile di Hutchison è evocativo e personale, mescolando reportage e memorie. Non rifugge dall'esprimere le sue opinioni, siano esse di ammirazione o di critica, e la sua prosa - sebbene datata rispetto agli standard moderni - rimane coinvolgente e spesso poetica. Parla con franchezza della “crisi d'identità” del Canada e delle divisioni interne che ne caratterizzano il carattere nazionale, suggerendo che la forza del Paese risiede nell'energia giovanile e nella diversità piuttosto che in un senso fisso di sé.
Il libro si distingue anche per la sua prospettiva economica liberale: Hutchison è favorevole al libero scambio e scettico nei confronti del protezionismo e del socialismo, soprattutto quando questi colpiscono gli agricoltori canadesi e le economie regionali.
Hutchison fornisce un'istantanea della società e della politica canadese come si presentavano all'inizio degli anni Quaranta, ma le sue intuizioni sulle questioni di identità, regionalismo e unità del Paese risuonano ancora oggi.